# Сауд ибн Абдул-Мухсин Аль Сауд
Сауд ибн Абдул-Мухсин Аль Сауд (араб. سعود بن عبد المحسن‎;  род. 1947) — саудовский принц, член династии Аль Сауд, политик и эмир провинции Хаиль с 1999 по 2017 годы, посол Саудовской Аравии в Португалии с марта 2021 года.

## Биография

### Ранняя жизнь и образование
Сауд ибн Абдул-Мухсин родился в 1947 году и стал старшим сыном принца Абдул-Мухсина. Его отец был эмиром провинции Медина. Принц закончил Королевскую военную академию в Сандхёрсте и имеет степень в области делового администрирования.

### Карьера
Сауд ибн Абдул-Мухсин работал на двух должностях в министерстве здравоохранения (1970—1973), как директор департамента здравоохранения и жилищного строительства, а в период 1973—1976 гг. и генеральный директор.
Заместитель губернатора Мекки (1976—1992), исполнял обязанности губернатора (1992—1999).
Эмир Хаиля (1999—2017), на этом посту он сменил своего дядю Мукрина, был в этой должности до апреля 2017 года. В этом же году его сменил двоюродный брат Абдул-Азиз ибн Саад Аль Сауд, сын принца Саада.
Член Совета Преданности.
В марте 2021 года был назначен послом Саудовской Аравии в Португалии.

### Личная жизнь
После смещения с поста эмира подал заявку на получение золотой визы, выданной Кипром.
В мае 2020 года его заявка была одобрена.
У него 10 детей. Был женат 4 раза. Любит бедуинскую соколиную охоту и западные виды спорта, среди них теннис.